# Георги Мандулов
Георги Вельов Мандулов е копривщенски анархист, дясна ръка на брат му Нешо.
Георги Мандулов е деен участник в революционните борби в Копривщица. Познава се и с комунистите Антон Иванов и Яко Доросиев и се включва в противостоянето на различните патриотарски деятели в града.
Като войник в казармата, Георги участва в операциите по справяне с последствията от наводнение на река Марица. По време на службата си организира канал за снабдяване с оръжие и боеприпаси на Тумангеловата чета. Дейността му е разкрита от полицията. Една седмица е водено следствие в София, Пловдив, Панагюрище и Пирдоп. Бит е и жестоко малтретиран за да признае за връзките си с бунтовниците и конспитаторите, четниците и техните помагачи.
Органите на властта, не получили изискваните сведения на 27 юни 1925 г. в местността „Лъженски мост“ разстрелват Георги и Нешо Шабанов заедно с анархистите братя Гостеви от с. Лъжене.Разстреляни са от поручик Васил Шофелинов, братовчед на правокатора Иван Шофелинов. В тази полицейска акция по ликвидация на партизани Нешо Филчев с ритник на конвоиращия го войник успява да се спаси. Брайко Будаков, Никола Косев, Нешо Чорапчиев и Нейко Груев поради това, че са пребити жестоко и не могат да се движат, не са подложени на полицейската тактика за разстрел при „опит за бягство“ и са изправени пред съда.

## Памет
Построен е паметник, за да напомня за убитите преди 9 септември 1944 г. Салчо Василев, анархистите Нешо Шабанов и Георги Мандулов. Намира се на около 15 км от Копривщица, близо до „Лъженския мост“, в района на яз. „Душанци“. Изработен е от каменоделеца Атанас (Танчо) Юруков през 1956 г. Изпълнен е от куполообразна гранитна морена.